# Beat of My Drum
Beat of My Drum è il singolo di debutto della cantante pop britannica Nicola Roberts, componente delle Girls Aloud, estratto dal suo primo album Cinderella's Eyes. L'album viene pubblicato solamente in Regno Unito e in Irlanda il 5 giugno 2011, dall'etichetta discografica Polydor.
Il brano, scritto da Nicola Roberts, Maya von Doll, Wesley Pentz e Dimitri Tikovoi e prodotto da questi ultimi, ha segnato l'esordio dell'artista come solista e anticipa la pubblicazione dell'album d'esordio della cantante, previsto per il settembre 2011.

## Tracce
Digital download
1. Beat of My Drum - 2:56
2. Beat of My Drum (instrumental) - 2:56
3. Porcelain Heart (solo con preordine iTunes) - 3:49

CD singolo
1. Beat of My Drum - 2:56
2. Disco, Blisters, and a Comedown

## Classifiche
| Classica (2011) | Posizione massima |
| --------------- | ----------------- |
| Irlanda         | 37                |
| Regno Unito     | 27                |